# Thủy điện Srêpốk 4
Thủy điện Srêpốk 4 là công trình thủy điện xây dựng trên dòng Srêpốk tại vùng đất các xã Ea Wer, xã Tân Hòa, huyện Buôn Đôn tỉnh Đắk Lắk, và xã Ea Pô, huyện Cư Jút tỉnh Đắk Nông, Việt Nam .
Thủy điện Srêpốk 4 có công suất 80 MW với 2 tổ máy, khởi công tháng 2/2008 hoàn thành 2011 .

## Tác động môi trường
Thủy điện Srêpốk 4 cùng với thủy điện Srêpốk 4A được nhắc nhiều trong tác động xấu đến môi trường. Dòng sông Srêpốk được biết đến với hệ sinh thái phong phú, đa dạng, cảnh quan hùng vỹ, thu hút khách du lịch, là nơi cung cấp sinh kế cho nhiều cộng đồng bản địa. Song hiện nay, con sông huyền thoại này đang bị bức tử do tác động của các công trình thủy điện .
Chiều ngày 29/09/2013 kênh dẫn nước từ Srêpốk 4 đến Srêpốk 4A bị vỡ ở đoạn qua Thôn 1, xã Ea Huar, do sự cố thi công tuyến kênh và cửa xả tràn ở cuối kênh. Sự cố làm ngập một số nhà dân trong 2 giờ và gây thiệt hại hoa màu .